# 楊受成
楊受成（英語：Albert Yeung Sau Shing，1944年3月3日—），籍贯广东潮州，香港商人，英皇集團董事會主席。

## 生平
楊受成於1944年在香港出生，籍貫廣東省潮州，早年在油尖旺區長大，曾在麗澤中學附屬小學、新法書院（中一至中二，因要學習英語應付工作需要而入讀）、培新英文書院（中三至中四）以及一所位於九龍界限街聯邦英文書院（中五）讀書。父親楊成於1942年開設「成安記錶行」，楊從小便隨父親經商。
1964年，楊受成透過父親借給他的20萬元，在九龍彌敦道開設「天文台錶行」，兩年後取得勞力士錶及歐米茄的代理權，同年開拓珠寶市場。一九七九年騎師告東尼被控毆打前《天天日報》董事韋建邦案中，楊受成替告東尼出頭，多次「探訪」韋建邦；於八一年被控妨礙司法公正罪成，判監九個月。由楊受成一手創立的英皇集團至今已發展為多元化綜合企業，業務包括地產、金融、鐘錶珠寶、娛樂文化、酒店、數碼媒體和生活品味等，並擴展至中國內地、澳門、泰國、印尼、馬來西亞、美國、英國及歐洲等地。楊受成更托付陶傑寫他一生的自傳，推出《爭氣》一書。

## 家庭
楊受成長子楊其龍主理dragon-i及tazmania ballroom，次子楊政龍現為英皇集團副主席，長女楊諾思負責營運英皇鐘錶珠寶，次女楊玳詩主理英皇證券集團。

## 爭議事件
- 1979年2月10日，香港騎師告東尼與他人跟《天天日報》董事韋建邦發生爭執，韋被人毆打，楊受成其後試圖阻止韋指證告東尼，結果楊被控以妨礙司法公正，於1981年7月13日被判入獄九個月[8][9]。
- 1985年，他涉嫌非法收受外圍馬及阻差辦公，被警方拘捕，次年被判罪名成立，入獄3年[10][11]。
- 1994年，杨受成涉嫌一宗刑事恐吓及一宗非法禁锢林义钧，受查期间再被加控妨碍司法公正罪。审讯后期五名控方主要证人全部表示“突然失忆”，林义钧在庭上多次表示“很惊”及“不想作供”。杨受成最后毋须答辩，控方撤销控罪，当场无罪释放。林义钧原是杨受成旗下英皇金融集团分行总裁。[11][12]
- 2001年，杨受成卷入到艺人“梁思浩遇袭案”，他及其旗下歌手容祖儿被警方拘捕带返警署调查，香港警方事后加强对梁思浩的人身保护。[11][13][14][15]
- 2001年，楊受成被捲入到藝人曾志偉遇襲案，被警方拘捕帶返警署調查。[16]
- 2003年7月，香港廉政公署執行「舞影行動」，涉及娛樂圈行賄、買獎等醜聞。其中楊受成亦被帶返廉署協助調查。
- 2007年中，楊受成向維基媒體基金會發出律師函，要求維基百科刪除有關他本人的不實內容，並不排除會控告編寫的用戶[17]。
- 2011年，楊受成控告谷歌旗下blogspot、Wikia網絡上的香港網絡大典及高登討論區刊載誹謗他的文章，要求賠償、交代文章的點擊次數及交出撰寫人的身分[18]
- 2012年，楊受成入稟高院，控告美國互聯網搜索引擎Google Inc.（谷歌）誹謗，楊指若輸入「楊受成」或其英文名，便會在「Google搜尋」或「相關搜尋」出現誹謗字句。[19][20][21]

## 政治立場
2020年5月尾，楊受成曾經表示自己支持香港國家安全法的聲明（然而聯署被揭發造假，張寶華、蔣志光、徐熙媛、李巧靈矢口否認參與有關聯署，陳汝騫則於2019年與世長辭）。

## 公益活動
楊受成先後成立「英皇慈善基金」及「楊受成慈善基金」，推動香港及國內教育、醫療、文化、社區、環保、扶貧、扶幼及扶老等工作。2012年，楊受成邀請陶傑以口述為其撰寫自傳《楊受成 爭氣》，自傳所有收入扣除成本，全數捐贈「無國界社工」。
楊曾參與的主要慈善活動有：
- 1991年「華東水災」、1998年「湖北賑災」及捐款興建「東華三院楊成紀念長期護理院」
- 2004年建「成龍、楊受成公益慈善基金保定兒童福利院」
- 2006年開設「湖北慈善香港英皇關愛老人護養中心」及「成龍、楊受成公益慈善基金保定老年公寓」
- 2007年與「無國界社工」合作於湖北開創善終服務，並獲得國家民政部中華慈善獎「最具影響力慈善項目提名獎」
- 2008年捐助中國廣泛地區雪災及四川地震救災工作、為表支持與嘉許中國運動員於2008年北京奧運的表現，撥捐逾千萬人民幣作為對多位金牌健兒的鼓勵金[25]。
- 2009年與河北省順平縣民政局合作開設「楊受成慈善基金（順平）老年服務中心」[26]
- 2010年與河北省雄縣民政局合作開設「楊受成慈善基金（雄州）老年服務中心」、捐助青海地震[27]及甘肅泥石流救災工作等[28]。
- 2012年捐出500萬港元給奧比斯改裝新一代眼科飛機醫院，幫助全球數以百萬計的失明人士重見光明。[29]
- 2012年支持心連大地攝影會的「中國甘肅省慶坪鄉山區村民及牲畜飲水工程計劃」籌募工程計劃，為甘肅乾旱地區建設引水管。英皇集團贊助心連大地攝影會「水源」一人一相慈善攝影展一連串活動，以籌募更多經費。[30]
- 自2005年至2012年，楊受成五度獲中國民政部頒發「中華慈善獎」
- 2015年天津市爆炸事故造成嚴重人命傷亡，楊受成捐出人民幣300萬協助殉職消防員家屬渡困[31]
- 2016年6月龍捲風侵襲災情嚴重，楊受成捐500萬助鹽城紓困[32]
- 2018年下旬在江蘇省落成「楊受成（中國．阜寧）關愛老年中心」
- 2020年1月30日，英皇集團宣布通過「英皇慈善基金」向湖北省慈善總會及無國界社工捐贈合計人民幣1000萬元的醫療防護物資及捐款，以支持湖北省及香港的緊急防疫工作。[33]
- 2021年7月21日，楊受成攜其子楊政龍共捐1000萬人民幣支援河南防汛搶險救災工作。[34]

### 獎項同名銜
| 年份 | 獎項同名銜                                                                   |
| ---- | ---------------------------------------------------------------------------- |
| 2024 | 獲頒2024慈善大典「2024年度傑出貢獻慈善領袖」                                 |
| 2023 | 獲頒「第二十屆 （2023）中國慈善榜」最高榮譽之「中國慈善二十年·慈善領袖」殊榮 |
| 2022 | 獲頒「第十九屆（ 2022）中國慈善榜慈善傳承楷模」                              |
| 2021 | 榮膺「第十八屆中國慈善榜(2021)年度卓越慈善領袖」                             |
| 2020 | 榮膺「第十七屆（2020）中國慈善榜年度慈善家」                                 |
| 2019 | 入選「美國福布斯香港50富豪榜」                                               |
|      | 獲選「第十六屆（2019）中國慈善榜最具影響力慈善領袖」                         |
| 2018 | 入選「美國福布斯香港50富豪榜」                                               |
|      | 獲選「第十五屆（2018）中國慈善榜年度慈善領袖」                               |
| 2017 | 入選「美國福布斯香港50富豪榜」                                               |
|      | 獲選「第十四屆（2017）中國慈善榜終身成就獎」                                 |
| 2016 | 入選「美國福布斯香港50富豪榜」                                               |
|      | 獲選「第十三屆（2016）中國慈善榜年度十大慈善家」                             |
| 2015 | 入選「中國慈善排行榜2015年度中國十大慈善家」                                 |
| 2014 | 入選「美國福布斯香港50富豪榜」                                               |
|      | 入選「中國慈善排行榜2014年度中國十大慈善家」                                 |
| 2013 | 入選「2013中國慈善排行榜 - 中華十大慈善家」                                  |
|      | 入選「美國福布斯香港50富豪榜」                                               |
|      | 入選「美國福布斯全球億萬富豪排行榜」                                         |
| 2012 | 入選「2012中國慈善排行榜 - 中華十大慈善家」                                  |
|      | 入選「最具愛心捐贈個人獎」                                                   |
|      | 入選「美國福布斯香港40富豪榜」                                               |
|      | 登入「美國福布斯世界億萬富豪榜」                                             |
| 2011 | 「中華慈善獎．最具愛心慈善捐贈個人獎」                                       |
|      | 入選「香港40富豪榜」－美國福布斯                                             |
| 2010 | 榮登「2010中國慈善排行榜」                                                   |
|      | 獲評選為「全國十大慈善家」                                                   |
| 2009 | 「中華慈善獎．最具愛心慈善捐贈個人獎」                                       |
|      | 當選為「影響中華公益的60位慈善家」，成為五位香港得獎者其中一位               |
|      | 獲選為「2009十大慈善家」                                                     |
|      | 列入「2009中國慈善排行榜」－中國社會工作協會                                 |
| 2008 | 「世界華人公益慈善大獎」－世界華人協會                                       |
|      | 「中華慈善獎－最具愛心慈善捐贈個人獎項」－民政部                             |
|      | 獲委任為「名譽教授」－廣東金融學院                                           |
| 2007 | 「最具影響力慈善項目提名獎」－國家民政部中華慈善獎                           |
|      | 「慈善特別貢獻獎」－中國民政部                                               |
|      | 獲列入「2007中國慈善排行榜」－中國民政部                                     |
|      | 獲頒發「世界傑出華人獎」委任「永遠榮譽會長」－世界華人協會                   |
|      | 獲頒授「榮譽商學博士學位」－美國西阿拉巴馬州大學                             |
|      | 獲委任為「學院董事」和「名譽院長」－復旦大學上海視覺藝術學院英皇表演藝術學院 |
|      | 獲委任為「無國界社工永遠榮譽會長」                                           |
| 2006 | 「中華慈善事業突出貢獻獎」－中華慈善總會                                     |
|      | 獲「中華慈善人物」稱號                                                       |
|      | 出任「亞洲職業籃球總會永遠榮譽會長」                                         |
| 2005 | 「中華慈善獎」－中國民政部同中華慈善總會聯合頒發                             |
|      | 中國「全國十大社會公益之星」                                                 |
| 2000 | 評選為「美國百大權力人士」－美國電影雜誌Hollywood Reporter                   |
| 1998 | 獲委任為「名譽校董」－北京大學                                               |
| 1994 | 榮獲頒授「名譽法學教授」－中國政法大學                                       |
|      | 「中華全國律師協會名譽顧問」榮銜－中華全國律師協會                           |